# Bandeira da Assembleia da República Portuguesa
A bandeira da Assembleia da República Portuguesa é um símbolo do parlamento unicameral de Portugal, a Assembleia da República.

## História
A ideia da bandeira começou por proposta do presidente da Assembleia à altura, Jaime Gama. A bandeira foi instituída em 2006 pela Resolução da Assembleia da República n.º 73, datada de 14 de dezembro de 2006 e publicada em 28 de dezembro de 2006 na edição número 248 do Diário da República. Foi hasteada pela primeira vez em 3 de janeiro de 2007, na varanda do Salão Nobre do Palácio de São Bento, sendo Jaime Gama o presidente da Assembleia.

## Descrição vexililógica
De acordo com a literatura do artigo 2.º da resolução de criação a bandeira de hastear da Assembleia da República tem a seguinte descrição: «de prata, tendo ao centro esfera armilar de ouro e, brocante sobre ela, o escudo das armas nacionais, com bordadura de verde».